# Сканно (озеро)
Сканно (итал. Scanno) — озеро в регионе Абруццо, Италия. Расположено на три четверти в коммуне Виллалаго и на одну четверть — в коммуне Сканно. Площадь поверхности — 0,93 км².

## Описание
Озеро расположено на высоте 922 метра над уровнем моря. Имеет очень небольшую береговую линию и поэтому лишь некоторые участки были приспособлены для купания путём формирования на них галечных пляжей. Находится на территории коммун Виллалаго и Сканно и является крупнейшим озером в Абруцци.
Сканно по форме немного напоминает сердце, что является следствием оползня недалеко от долины реки Саджиттарио несколько тысяч лет назад. Максимальная глубина озера 32,3 м.